# FastPort

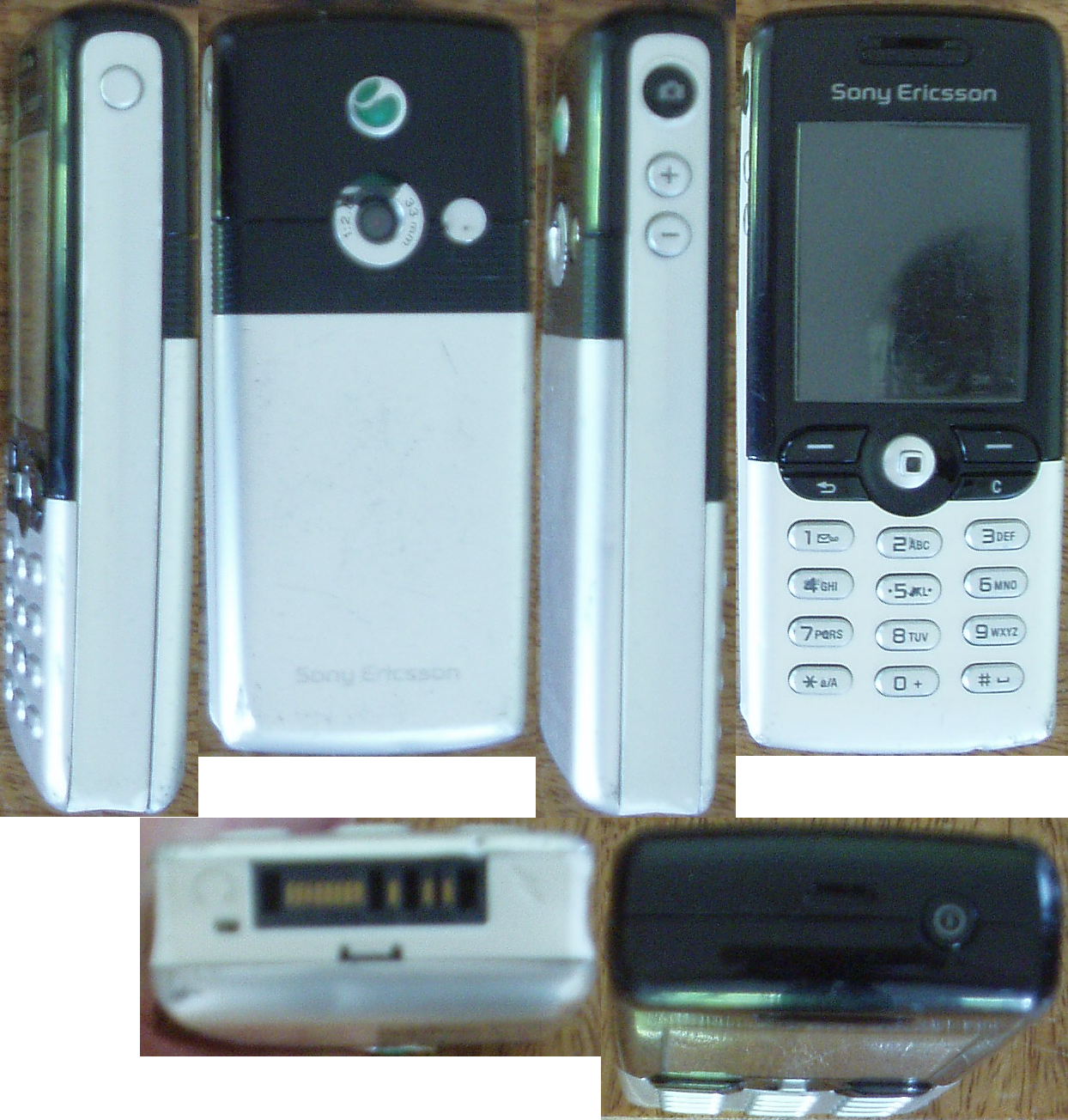
Conector de 11 pines en un Sony Ericsson T610

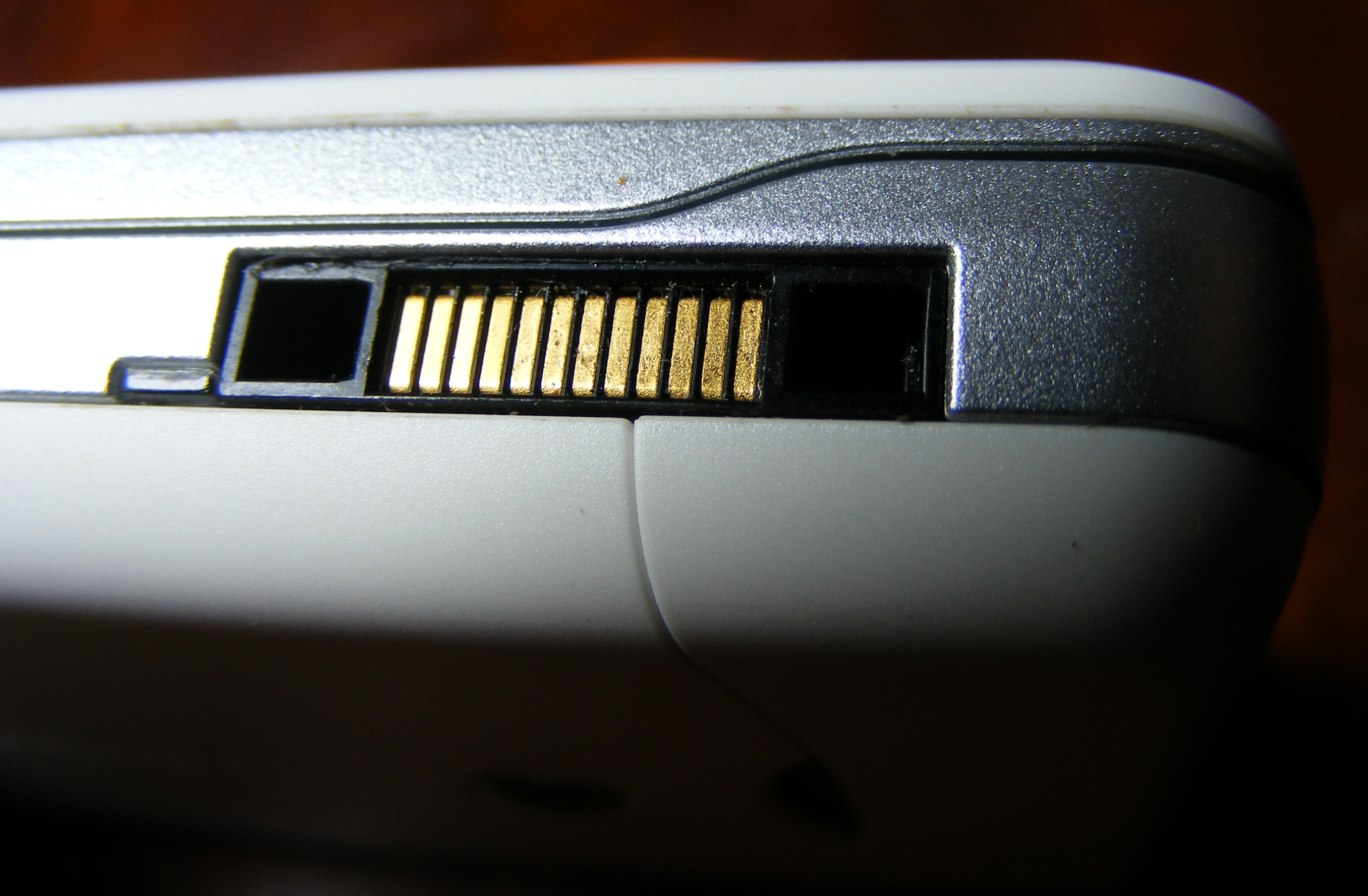
Conector FastPort hembra en un teléfono móvil Sony Ericsson W205.

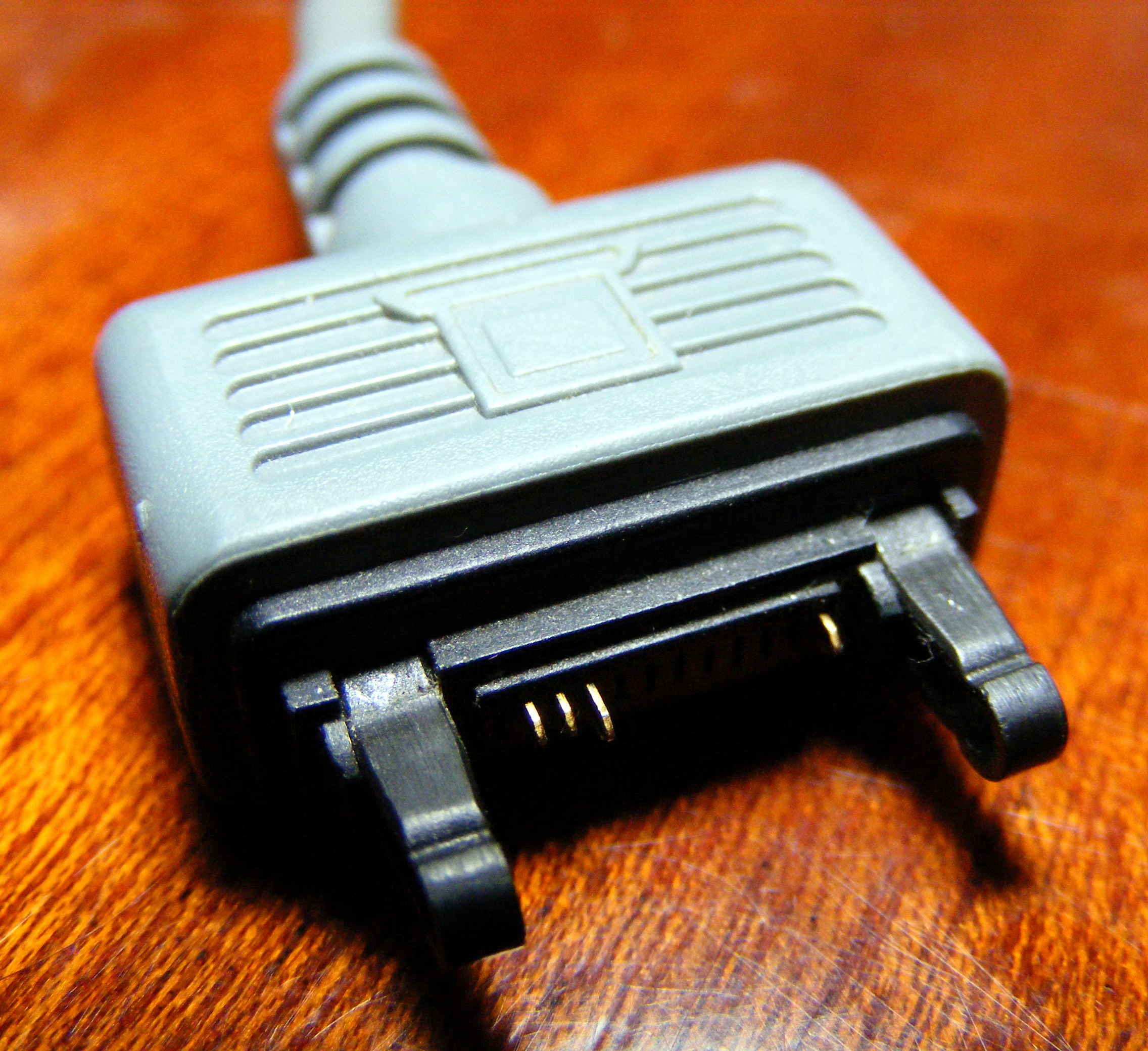
Enchufe macho FastPort en un cable de datos Sony Ericsson DCU-60. La clave de polaridad en relieve se puede ver en el borde exterior del gancho del lado izquierdo.

El FastPort era una interfaz de policonexión patentada utilizada en todos los teléfonos móviles Sony Ericsson entre 2005 y 2010. Diseñado en respuesta al Nokia Pop-Port, FastPort
proporcionó transferencia de datos, carga, auriculares y conexiones de altavoces a través de una interfaz común. Se suspendió en 2010 y se reemplazó con un micro-USB para carga y datos, y una conexión minijack para audio (auriculares).

## Funciones

### Transferencia de datos y archivos
Un cable USB a FastPort permite la transferencia de archivos y datos entre una computadora y un teléfono móvil Sony Ericsson. La mayoría de los modelos podrían actuar como un dispositivo de almacenamiento USB, un módem, un teléfono y podrían cargar un nuevo firmware con la aplicación Sony Ericsson Update Service o con software de terceros. FastPort es la interfaz con un PC para realizar estas funciones.

### Cargando la batería/alimentando el teléfono
El puerto puede cargar la batería y alimentar el teléfono mientras está conectado, por ejemplo, a una solución de manos libres en un automóvil. FastPort se convirtió en la única forma de obtener energía externa para los teléfonos. Los cargadores vienen en varias variedades, desde 12/24 voltios de CC para usar en automóviles, hasta 100-250 voltios de CA para usar en otros lugares. Algunos modelos de cargador solo pueden cargar el teléfono (el cable está conectado en el medio), en otros, todos los pines del conector llegan hasta el extremo del enchufe, lo que permite la transferencia de datos/señales mientras se carga el teléfono.

### Accesorios de sonido y auriculares
El puerto también conecta auriculares o altavoces con cable, etc.

## Ubicación
Originalmente, el FastPort se colocó en el borde inferior del teléfono (visto desde el frente), durante un tiempo en el borde superior y finalmente en el borde izquierdo. Estos cambios provocaron que algunos accesorios quedaran inutilizables, como los soportes con opciones de carga y las bases.

## Disposición
El conector tiene 12 pines para conexiones eléctricas (tanto de alimentación como de datos), 2 "ganchos" de doble cara en el enchufe y orificios coincidentes en el conector de los teléfonos para mantener el enchufe en su lugar de forma segura. Un gancho contiene una pequeña llave de polaridad para evitar que el conector se inserte al revés. La dimensión del conector del teléfono es de aproximadamente 20 mm (0,8 plg) × 5 mm (0,2 plg). Para ayudar a los usuarios a identificar el tipo de cable y ver cómo insertar correctamente el enchufe, se coloca un pequeño símbolo en el lado destinado a estar hacia la parte frontal del teléfono. Los enchufes de alimentación muestran un pequeño rayo, los auriculares y los enchufes de manos libres muestran un auricular anticuado, los cables de datos muestran una pantalla de computadora y los accesorios de música muestran un letrero de nota.

## Modelo anterior
Los primeros modelos de Sony Ericsson tenían un conector de 11 pines: un bloque de 8 conectores, el conector 9 aislado y por último el 10 y 11, habiendo dos piezas de plástico guía adicionales en el peine. Se fabricaron diversos adaptadores para poder usar los cables y accesorios antiguos con el nuevo conector FastPort.